# 와카마쓰 쓰토무
와카마쓰 쓰토무(일본어: 若松 勉, 1947년 4월 17일 ~ )는 일본의 전 프로 야구 선수이자 야구 감독, 야구 해설가·평론가이다.

## 인물

### 현역 시절
홋카이도 루모이시에서 태어나 홋카이 고등학교를 졸업한 후 사회인 야구팀인 덴덴홋카이도를 거쳐 1970년 프로 야구 드래프트 회의에서 3순위로 지명을 받아 야쿠르트 아톰스에 입단했다. 공식 수치로는 168 cm(자칭 166cm였다고 하였음)라고 하는 몸집이 작은 체형 때문에 입단할 당시에는 프로 선수로서 자신감이 없었다. 한 때는 부인에게 “안되면 홋카이도에 돌아가 둘이서 닭꼬치 가게라도 차리자”라고 말하는 등 입단을 결심했다고 한다.
입단 하자마자 작은 체형이면서도 프로 1년차에는 주전 좌익수를 차지했고 프로 2년차인 1972년에는 3할 2푼 9리의 시즌 최고 타율을 기록하면서 수위타자 타이틀을 석권하였다. 1976년 7월 9일에 사이클링 안타를 기록했고, 1977년에는 중견수로 변경되어 시즌 최다 안타인 158개의 안타를 기록함과 동시에 시즌 3할 5푼 8리의 타율을 기록하며 통산 두 번째의 수위타자 타이틀을 석권했다. 이듬해인 1978년 5월 6일에는 3타석 연속 홈런을 때려냈고 같은 해 팀은 창단 이후 처음으로 센트럴 리그 우승을 달성함과 동시에 일본 시리즈 우승을 달성하는데 기여하면서 센트럴 리그 MVP를 차지했다. 1977년과 1978년에 2년 연속 다이아몬드 글러브상(현재의 미쓰이 골든 글러브상)을 수상했고 1989년에는 2062경기 출장, 2173안타, 220홈런, 884타점, 3할 1푼 9리의 통산 성적을 기록하여 선수 생활을 은퇴했다.
야쿠르트에서만 줄곧 19년 동안 선수 생활을 했고 42세까지 현역 생활을 마쳤는데 현역 선수를 제외하면 통산 타율 부문에서는 일본인으로서의 최고 타율을 남기기도 했다.

### 그 후
1990년부터 1992년까지 TV 아사히와 닛칸 스포츠 야구 해설위원을 역임했고 1993년에는 친정팀인 야쿠르트에 복귀하면서 2군 타격 코치를 2년간 활동, 1995년 ~ 1996년에는 야쿠르트 2군 감독, 1997년 ~ 1998년 야쿠르트 1군 타격 코치, 1999년에는 1군 감독으로 취임했다. 2001년 정규 시즌에서 76승 6무 58패의 성적을 기록하여 팀의 센트럴 리그 우승을 제패하였고 일본 시리즈인 오사카 긴테쓰 버펄로스와의 경기에서 4승 1패의 성적을 기록, 리그 우승과 일본 시리즈 우승을 동시에 이끌었다. 2005년에는 야쿠르트 감독직을 사임했고, 2006년부터 현재 후지 TV와 홋카이도 분카 방송, 닛폰 방송, 산케이 스포츠 야구 해설위원으로 활동하고 있다.
일본 프로 야구 명구회의 회원이기도 한 와카마쓰는 2009년 1월 13일에 일본 야구 명예의 전당에 헌액되었고 같은 해 12월 3일에는 와카마쓰의 명예의 전당 헌액을 축하하는 파티를 열어 가토 료조 일본 야구 기구 커미셔너, 오 사다하루, 나가시마 시게오, 가네다 마사이치, 나카니시 후토시, 후루타 아쓰야, 이와무라 아키노리, 이가라시 료타, 아오키 노리치카 등 약 1,100명이 참석했다. 이 파티에서 아오키는 와카마쓰가 현역 시절에 달았던 등번호 ‘1’번을 달겠다고 말했다.
2011년에는 야쿠르트 스프링 캠프에서 임시 타격 코치를 맡았다.

## 에피소드
- 현역 시절에 달았던 등번호 1번을 영구 결번으로 하자는 서명 운동이 있었는데 이후 등번호 1번은 야쿠르트에서만 활약했던 이케야마 다카히로, 이와무라 아키노리, 아오키 노리치카 등과 같은 팀을 대표하는 선수에게만 착용이 허용되는 번호가 되었다.
- 아톰즈, 스왈로즈 시절 작은 체구에서 나오는 뛰어난 타격에 "철완 아톰"으로 불리기도 했다, 타석에 들어 올 때면 구장의 전자 오르간 연주자가 아톰의 주제곡을 등장곡으로 연주하였다
- 2004년 프로 야구 선수회가 주도한 파업 사태가 일어날 당시 오사카 긴테쓰 버펄로스와 오릭스 블루웨이브의 흡수 합병에 반대하였고 선수회의 서명 활동에 참가, 서명하기도 했다.
- 2001년 10월 6일 요코하마 스타디움에서 센트럴 리그 우승을 한 후 가진 인터뷰에서 "팬 여러분, 정말로, 저... 축하합니다."라는 소감을 남겼다.
- 1978년 일본 시리즈에서 우승할 당시 야쿠르트 주력 선수들 가운데 야스다 다케시, 마쓰오카 히로무, 오야 아키히코 등은 모두 쇼와 22년생(1947년)의 동갑내기들이다. 그 중에서도 오야 아키히코는 친구 사이이자 현역 시절부터 절친한 사이였고 그 외에도 쇼와 22년생을 대표하는 프로 선수들 가운데 야자와 겐이치(주니치 드래건스), 호리우치 쓰네오(요미우리 자이언츠), 후지타 다이라, 에모토 다케노리(이상 한신 타이거스), 히라마쓰 마사지(요코하마 다이요 웨일스), 가도타 히로미쓰(난카이 호크스), 후쿠모토 유타카(한큐 브레이브스), 스즈키 게이시(긴테쓰 버펄로스) 등이 있으며 이들 중에서는 강렬한 개성을 가진 투수가 많다.

## 상세 정보

### 출신 학교
- 홋카이 고등학교

### 선수 경력
사회인 시대
- 덴덴홋카이도

프로팀 경력
- 야쿠르트 아톰스·야쿠르트 스왈로스(1971년 ~ 1989년)

### 지도자·기타 경력
- TV 아사히·닛칸 스포츠 야구 해설위원(1990년 ~ 1992년)
- 야쿠르트 스왈로스 2군 타격 코치(1993년 ~ 1994년)
- 야쿠르트 스왈로스 2군 감독(1995년 ~ 1996년)
- 야쿠르트 스왈로스 1군 타격 코치(1997년 ~ 1998년)
- 야쿠르트 스왈로스 감독(1999년 ~ 2005년)
- 후지 TV·홋카이도 분카 방송·닛폰 방송·산케이 스포츠 야구 해설위원(2006년 ~ )

### 수상·타이틀 경력

#### 타이틀
- 수위타자 : 2회(1972년, 1977년)
- 최다 안타(당시는 타이틀이 아님) : 1회(1977년) ※1994년부터 타이틀로 제정됨.

#### 수상
- MVP : 1회(1978년)
- 베스트 나인 : 9회(1972년 ~ 1974년, 1976년 ~ 1980년, 1984년)
- 다이아몬드 글러브상 : 2회(1977년, 1978년)
- 일본 시리즈 우수 선수상 : 1회(1978년)
- 월간 MVP : 2회(1977년 9월, 1982년 9월)
- 올스타전 MVP : 2회(1973년 제1차전, 1977년 제1차전)
- 센트럴 리그 최우수 감독상 : 1회(2001년)
- 쇼리키 마쓰타로상 : 1회(2001년)
- 일본 야구 명예의 전당 헌액자(2009년)

### 개인 기록
- 사이클링 안타 : 1회(1976년 7월 9일, 대 주니치 드래건스 전, 메이지 진구 야구장) ※역대 29번째.
- 시즌 타율 3할대 이상 : 12회(1972년 ~ 1974년, 1976년 ~ 1980년, 1982년 ~ 1985년) ※역대 3위.
- 타격 10위권 진입 : 12회(1972년 ~ 1980년, 1982년 ~ 1984년) ※역대 5위.
- 1경기 5안타(1976년 6월 24일)
- 18경기 연속 안타 : 3회(1976년 9월 14일 ~ 1976년 10월 10일, 1980년 4월 22일 ~ 1980년 5월 18일, 1984년 7월 17일 ~ 1984년 8월 14일)
- 2경기 연속 4안타 : 2회(1972년 5월 14일 ~ 5월 15일, 1982년 9월 2일 ~ 9월 4일)
- 3타석 연속 홈런(1978년 5월 6일)
- 통산 대타 홈런(12개) ※역대 18위.
- 통산 끝내기 홈런(8개) ※센트럴 리그 타이 기록.
- 통산 대타 끝내기 홈런(3개) ※역대 1위.
- 2경기 연속 대타 끝내기 홈런(1977년 6월 12일 ~ 6월 13일)
- 1경기 11차례 수비 기회(1980년 9월 19일) ※외야수로서의 일본 기록.
- 올스타전 출장 : 11회(1972년 ~ 1980년, 1983년, 1984년)
- 올스타전 선두 타자 홈런(1973년 제3차전) ※역대 5번째.
- 통산 1000경기 출장 : 1979년 5월 12일(207번째)

### 등번호
- 57(1971년)
- 1(1972년 ~ 1989년)
- 75(1993년 ~ 2005년)

### 연도별 타격 성적
| 연 도       | 소 속       | 경 기 | 타 석 | 타 수 | 득 점 | 안 타 | 2 루 타 | 3 루 타 | 홈 런 | 루 타 | 타 점 | 도 루 | 도 루 자 | 희 생 번 | 희 생 플 | 볼 넷 | 고 4 | 사 구 | 삼 진 | 병 살 타 | 타 율 | 출 루 율 | 장 타 율 | O P S |
| ----------- | ----------- | ----- | ----- | ----- | ----- | ----- | ------- | ------- | ----- | ----- | ----- | ----- | -------- | -------- | -------- | ----- | ---- | ----- | ----- | -------- | ----- | -------- | -------- | ----- |
| 1971년      | 야쿠르트    | 112   | 305   | 274   | 40    | 83    | 18      | 1       | 3     | 112   | 15    | 6     | 8        | 8        | 1        | 15    | 0    | 7     | 28    | 1        | .303  | .338     | .409     | .747  |
| 1972년      | 야쿠르트    | 115   | 408   | 365   | 54    | 120   | 17      | 4       | 14    | 187   | 49    | 20    | 6        | 11       | 1        | 25    | 1    | 6     | 32    | 4        | .329  | .371     | .512     | .883  |
| 1973년      | 야쿠르트    | 128   | 486   | 438   | 59    | 137   | 29      | 2       | 17    | 221   | 60    | 12    | 8        | 10       | 1        | 32    | 8    | 5     | 43    | 4        | .313  | .359     | .505     | .864  |
| 1974년      | 야쿠르트    | 130   | 500   | 477   | 80    | 149   | 30      | 4       | 20    | 247   | 74    | 18    | 9        | 0        | 4        | 45    | 9    | 4     | 31    | 8        | .312  | .369     | .518     | .887  |
| 1975년      | 야쿠르트    | 123   | 500   | 453   | 55    | 132   | 16      | 3       | 8     | 178   | 48    | 6     | 4        | 4        | 2        | 37    | 4    | 4     | 30    | 12       | .291  | .343     | .393     | .736  |
| 1976년      | 야쿠르트    | 127   | 542   | 485   | 80    | 167   | 20      | 4       | 17    | 246   | 70    | 9     | 5        | 3        | 6        | 43    | 5    | 5     | 25    | 7        | .344  | .393     | .507     | .900  |
| 1977년      | 야쿠르트    | 122   | 503   | 441   | 95    | 158   | 30      | 5       | 20    | 258   | 70    | 13    | 4        | 4        | 5        | 46    | 3    | 7     | 14    | 9        | .358  | .415     | .585     | 1.000 |
| 1978년      | 야쿠르트    | 120   | 530   | 460   | 100   | 157   | 30      | 5       | 17    | 248   | 71    | 12    | 7        | 5        | 7        | 49    | 4    | 8     | 24    | 3        | .341  | .399     | .539     | .938  |
| 1979년      | 야쿠르트    | 120   | 492   | 438   | 81    | 134   | 30      | 1       | 17    | 217   | 65    | 8     | 4        | 2        | 2        | 45    | 7    | 5     | 38    | 6        | .306  | .369     | .495     | .864  |
| 1980년      | 야쿠르트    | 116   | 474   | 427   | 62    | 150   | 36      | 1       | 15    | 233   | 63    | 16    | 5        | 0        | 1        | 45    | 17   | 1     | 31    | 5        | .351  | .412     | .546     | .958  |
| 1981년      | 야쿠르트    | 95    | 358   | 323   | 49    | 94    | 12      | 2       | 13    | 149   | 37    | 5     | 3        | 4        | 3        | 24    | 4    | 4     | 24    | 11       | .291  | .337     | .461     | .798  |
| 1982년      | 야쿠르트    | 112   | 428   | 390   | 50    | 121   | 12      | 2       | 11    | 170   | 38    | 6     | 6        | 4        | 6        | 25    | 4    | 3     | 27    | 0        | .310  | .347     | .436     | .783  |
| 1983년      | 야쿠르트    | 112   | 451   | 413   | 61    | 139   | 21      | 1       | 15    | 207   | 60    | 11    | 1        | 9        | 1        | 27    | 2    | 1     | 21    | 11       | .337  | .376     | .501     | .877  |
| 1984년      | 야쿠르트    | 114   | 449   | 397   | 49    | 129   | 22      | 2       | 9     | 182   | 50    | 6     | 1        | 8        | 4        | 38    | 4    | 2     | 26    | 6        | .325  | .380     | .458     | .838  |
| 1985년      | 야쿠르트    | 114   | 485   | 443   | 52    | 133   | 13      | 1       | 12    | 184   | 34    | 2     | 1        | 8        | 3        | 31    | 1    | 0     | 30    | 14       | .300  | .344     | .415     | .759  |
| 1986년      | 야쿠르트    | 119   | 439   | 400   | 38    | 110   | 14      | 2       | 6     | 146   | 39    | 1     | 3        | 6        | 6        | 26    | 3    | 1     | 29    | 7        | .275  | .315     | .365     | .680  |
| 1987년      | 야쿠르트    | 55    | 81    | 69    | 6     | 26    | 2       | 2       | 3     | 41    | 16    | 0     | 0        | 1        | 1        | 10    | 2    | 0     | 7     | 2        | .377  | .450     | .594     | 1.044 |
| 1988년      | 야쿠르트    | 73    | 75    | 66    | 1     | 23    | 2       | 1       | 1     | 30    | 18    | 0     | 0        | 0        | 2        | 7     | 3    | 0     | 1     | 2        | .348  | .400     | .455     | .855  |
| 1989년      | 야쿠르트    | 55    | 54    | 49    | 3     | 11    | 1       | 0       | 2     | 18    | 7     | 0     | 0        | 0        | 0        | 4     | 2    | 1     | 2     | 0        | .224  | .283     | .367     | .650  |
| 통산 : 19년 | 통산 : 19년 | 2062  | 7590  | 6808  | 1015  | 2173  | 355     | 43      | 220   | 3274  | 884   | 151   | 75       | 87       | 56       | 574   | 83   | 64    | 463   | 112      | .319  | .369     | .481     | .850  |

- 굵은 글씨는 시즌 최고 성적.

### 감독으로서의 팀 성적
| 연도       | 소속       | 순위       | 경기 | 승리 | 패전 | 무승부 | 승률 | 승차                         | 팀 홈런                      | 팀 타율                      | 팀 평균자책점                | 연령                         |
| ---------- | ---------- | ---------- | ---- | ---- | ---- | ------ | ---- | ---------------------------- | ---------------------------- | ---------------------------- | ---------------------------- | ---------------------------- |
| 1999년     | 야쿠르트   | 4위        | 135  | 66   | 69   | 0      | .489 | 15                           | 141                          | .264                         | 4.23                         | 52세                         |
| 2000년     | 야쿠르트   | 4위        | 136  | 66   | 69   | 1      | .489 | 12                           | 137                          | .264                         | 3.62                         | 53세                         |
| 2001년     | 야쿠르트   | 1위        | 140  | 76   | 58   | 6      | .567 | -                            | 148                          | .274                         | 3.41                         | 54세                         |
| 2002년     | 야쿠르트   | 2위        | 140  | 74   | 62   | 4      | .544 | 11                           | 142                          | .263                         | 3.69                         | 55세                         |
| 2003년     | 야쿠르트   | 3위        | 140  | 71   | 66   | 3      | .518 | 15.5                         | 159                          | .283                         | 4.12                         | 56세                         |
| 2004년     | 야쿠르트   | 2위        | 138  | 72   | 64   | 2      | .529 | 7.5                          | 181                          | .275                         | 4.70                         | 57세                         |
| 2005년     | 야쿠르트   | 4위        | 146  | 71   | 73   | 2      | .493 | 17.5                         | 128                          | .276                         | 4.00                         | 58세                         |
| 통산 : 7년 | 통산 : 7년 | 통산 : 7년 | 975  | 496  | 461  | 18     | .509 | A클래스 : 4회, B클래스 : 3회 | A클래스 : 4회, B클래스 : 3회 | A클래스 : 4회, B클래스 : 3회 | A클래스 : 4회, B클래스 : 3회 | A클래스 : 4회, B클래스 : 3회 |

1. 1999년부터 2000년까지는 135경기제.
2. 2001년부터 2004년까지는 140경기제.
3. 2005년부터는 146경기제.

- 순위에서 굵은 글씨는 일본 시리즈 우승.